# 梅園 (つくば市)

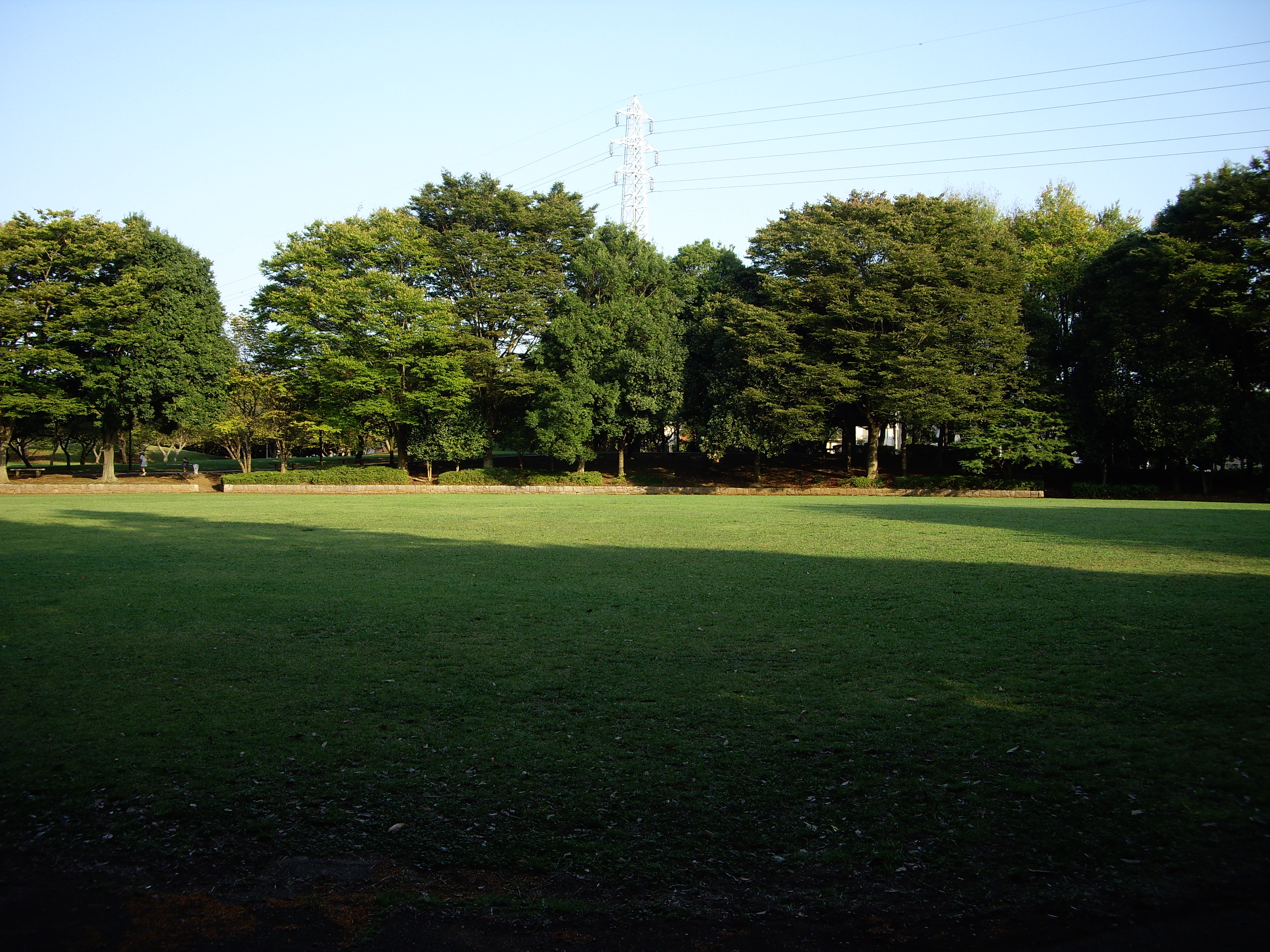
梅園公園

梅園（うめぞの）は茨城県つくば市にある地名。一丁目と二丁目がある。郵便番号は305-0045。

## 地理
つくば市の東部に位置し、筑波研究学園都市研究学園地区南部に位置する。
一丁目は主に研究施設、二丁目は住宅街となっている。
一丁目には産業技術総合研究所、二丁目には梅園公園、常陽銀行つくば並木支店がある。
東は並木、西、北は東、南は大角豆（ささぎ）と接している。

## 歴史

### 沿革
- 1978年（昭和53年）　筑波郡谷田部町大字赤塚の一部を編入し、新治郡桜村大字大角豆、大字赤塚の各一部より、新治郡桜村梅園一・二丁目を新設。
- 1987年（昭和62年）　筑波郡谷田部町、大穂町、豊里町と合併、市制施行により、つくば市梅園一・二丁目となる。

### 町名の変遷
| 実施後     | 実施年月日                 | 実施前（各大字ともその一部）                                     |
| ---------- | -------------------------- | ---------------------------------------------------------------- |
| 梅園一丁目 | 1978年（昭和52年）2月10日  | 大字大角豆字岡山・字梅里                                         |
| 梅園一丁目 | 1978年（昭和52年）12月26日 | 大字大角豆字岡山・字谷山・字名浜・字梅里、大字赤塚字カウカイサキ |
| 梅園二丁目 | 1978年（昭和52年）2月10日  | 大字大角豆字岡山                                                 |
| 梅園二丁目 | 1978年（昭和52年）12月26日 | 大字倉掛大角豆字名浜・字岡山・字谷山                             |

## 世帯数と人口
2017年（平成29年）8月1日現在の世帯数と人口は以下の通りである。
| 丁目      | 世帯数    | 人口    |
| --------- | --------- | ------- |
| 梅園2丁目 | 1,346世帯 | 3,235人 |

## 小・中学校の学区
市立小・中学校に通う場合、学区は以下の通りとなる。
| 番地 | 小学校   | 中学校         |
| ---- | -------- | -------------- |
| 全域 | 東小学校 | 谷田部東中学校 |

## 施設
一丁目
- 産業技術総合研究所

二丁目
- 梅園公園
- 常陽銀行つくば並木支店
- とんきゅう株式会社本社